# Planguenoual
Planguenoual is een plaats en voormalige gemeente in het Franse departement Côtes-d'Armor, in de regio Bretagne.De plaats maakt deel uit van het arrondissement Saint-Brieuc.

## Geschiedenis
Planguenoual is op 1 januari 2019 gefuseerd met de gemeenten Lamballe en Morieux tot de gemeente Lamballe-Armor.  

## Geografie
De oppervlakte van Planguenoual bedraagt 33,0 km².
De onderstaande kaart toont de ligging van Planguenoual met de belangrijkste infrastructuur en aangrenzende gemeenten.

## Demografie
Onderstaande figuur toont het verloop van het inwonertal.
Lamballe · Maroué · Meslin · Morieux · Planguenoual · Trégenestre‎ · Tregomar